# Coca-Cola Light
La Coca-Cola Light è una versione della Coca-Cola senza zucchero e senza calorie, conosciuta negli Stati Uniti d'America e in altri paesi anglosassoni con il marchio Diet Coke (o Diet Coca-Cola), nel Québec canadese come Coke Diète e in Giappone come No Calorie Coca-Cola.
Introdotta in Italia nel 1983 con il marchio Diet Coke, prende il nome Coca-Cola Light nel 1991; e dal 2007 è stata introdotta un’ulteriore versione, dal nome di Coca-Cola Zero. Dal 2022, la Coca-Cola Light non è più disponibile nel mercato italiano, venendo a tutti gli effetti sostituita dalla Coca-Cola Zero. 

## Ingredienti
Coca-Cola Light è a basso contenuto calorico perché sono utilizzati particolari edulcoranti artificiali nella sua produzione: Acesulfame K e Aspartame.
Di seguito gli ingredienti della Coca Cola Light, elencati nell'ordine di quantità nel prodotto:
- acqua
- anidride carbonica
- colorante E 150d (caramello)
- acidificante acido fosforico
- edulcoranti Aspartame e Acesulfame K
- aromi (inclusa caffeina)
- correttore di acidità citrato trisodico.[1]